# Bosse Larsson
För andra betydelser, se Bo Larsson.
Bo Einar Larsson, känd som Bosse Larsson, född 2 februari 1934 i Västerhaninge församling, Stockholms län, död 12 juli 2015 i Västerhaninge-Muskö församling, Stockholms län, var en svensk TV-producent och programledare. Han är bland annat känd för att ha lett Nygammalt 1971–1989 och Allsång på Skansen 1974–1993.

## Biografi
Larsson föddes på gården Välsta Vret i nuvarande Haninge kommun i Stockholms län. Han var son till tvättmästaren Einar Larsson och Karin, född Pettersson.
Han började arbetslivet som kontorsbud på Sparbankens kontor på Drottninggatan i Stockholm. Han arbetade också som vaktmästare, innan han blev kontorist på Byggnadsnämnden. År 1959 var han i tjänst som FN-soldat i Gazaremsan ett halvår. Vid hemkomsten fick Larsson tjänst på Sveriges Radio som kameraassistent och 1963 började han som TV-fotograf.
År 1965 blev Larsson lekledare i TV-programmet Gammeldans från Högloftet som sändes från Skansen i Stockholm. Den 9 oktober 1971 var det premiär för programmet Nygammalt, som sändes i 173 avsnitt fram till 1989. Dessutom var han från 1974 programledare för TV-programmet Allsång på Skansen, vilket han ledde fram till 1993. Sommaren 1994 ledde han allsången i TV3, men det drog inte på långa vägar lika många TV-tittare.
Han samarbetade under många år med Lasse Olsson, som bland annat var kapellmästare vid Allsång på Skansen.
Bosse Larsson var från 1968 till sin död gift med läraren Lisbeth Hansson (född 1944), dotter till vaktmästaren Erik Hansson och Margit, född Bergkvist.